# Malcolm Donald Murray
Malcolm Donald Murray (9 luglio 1867 – 2 agosto 1938) è stato un ufficiale scozzese.

## Biografia
Era il figlio del generale di brigata Alexander Henry Murray, e di sua moglie, Martha Frances Vincent Davenport. Suo padre era un nipote di John Murray, IV conte di Dunmore.

## Carriera
Murray fu promosso sottotenente nei Seaforth Highlanders il 29 febbraio 1888. Fu promosso a tenente il 4 settembre 1889 e a capitano il 1 febbraio 1895. Allo scoppio della Seconda guerra boera nel 1899, Murray fu mandato, con il suo battaglione, in Sudafrica, dove ha combattuto in Transvaal. Dopo il suo ritorno nel Regno Unito venne nominato aiutante di campo a maggior generale di Ronald Lane. L'anno successivo, Murray è stato nominato aiutante di campo del Duca di Connaught.
Raggiunse il suo reggimento allo scoppio della prima guerra mondiale, e si ritirò con il grado di tenente colonnello.
Murray era scudiero extra del Duca di Connaught (1903-1907). Ha servito come Vice Ranger del Windsor Great Park (1929-1937).

## Matrimonio
Sposò, il 12 aprile 1898, Lady Hilda Joanna Gwendoline Finch (25 luglio 1872-13 agosto 1931), figlia di Heneage Finch, VII conte di Aylesford. Ebbero un figlio:
- Iain Arthur Murray (17 settembre 1904-1986), sposò in prime nozze Angela Houssemayne Du Boulay, ebbero due figlie, e in seconde nozze Anne Drummond, non ebbero figli.

## Ascendenza
|                                     |   |                      | Genitori                                    |  |  | Nonni |  |  | Bisnonni                            |  |  | Trisnonni                                |  |
|                                     |   |                      |                                             |  |  |       |  |  | 8. John Murray, IV conte di Dunmore |  |  | 16. William Murray, III conte di Dunmore |  |
|                                     |   |                      |                                             |  |  |       |  |  | 8. John Murray, IV conte di Dunmore |  |  | 16. William Murray, III conte di Dunmore |  |
|                                     |   | 17. Catherine Murray |                                             |  |  |       |  |  | 8. John Murray, IV conte di Dunmore |  |  |                                          |  |
| 4. Alexander Murray                 |   |                      |                                             |  |  |       |  |  | 8. John Murray, IV conte di Dunmore |  |  |                                          |  |
|                                     |   | 9. Charlotte Stewart | 18. Alexander Stewart, VI conte di Galloway |  |  |       |  |  |                                     |  |  |                                          |  |
|                                     |   | 9. Charlotte Stewart | 18. Alexander Stewart, VI conte di Galloway |  |  |       |  |  |                                     |  |  |                                          |  |
|                                     |   | 9. Charlotte Stewart | 19. Catherine Cochrane                      |  |  |       |  |  |                                     |  |  |                                          |  |
| 2. Alexander Henry Murray           |   | 9. Charlotte Stewart |                                             |  |  |       |  |  |                                     |  |  |                                          |  |
|                                     |   | 10. Robert Hunt      | 20. Thomas Hunt                             |  |  |       |  |  |                                     |  |  |                                          |  |
|                                     |   | 10. Robert Hunt      | 20. Thomas Hunt                             |  |  |       |  |  |                                     |  |  |                                          |  |
|                                     |   | 10. Robert Hunt      | 21. Elizabeth                               |  |  |       |  |  |                                     |  |  |                                          |  |
| 5. Deborah Hunt                     |   | 10. Robert Hunt      |                                             |  |  |       |  |  |                                     |  |  |                                          |  |
|                                     |   | 11. Sarah Hunt       | …                                           |  |  |       |  |  |                                     |  |  |                                          |  |
|                                     |   | 11. Sarah Hunt       | …                                           |  |  |       |  |  |                                     |  |  |                                          |  |
|                                     |   | 11. Sarah Hunt       | …                                           |  |  |       |  |  |                                     |  |  |                                          |  |
| 1. Malcolm Donald Murray            |   | 11. Sarah Hunt       |                                             |  |  |       |  |  |                                     |  |  |                                          |  |
|                                     | … | …                    |                                             |  |  |       |  |  |                                     |  |  |                                          |  |
|                                     | … | …                    |                                             |  |  |       |  |  |                                     |  |  |                                          |  |
|                                     | … | …                    |                                             |  |  |       |  |  |                                     |  |  |                                          |  |
| 6. Thomas E. Davenport              | … |                      |                                             |  |  |       |  |  |                                     |  |  |                                          |  |
|                                     |   | …                    | …                                           |  |  |       |  |  |                                     |  |  |                                          |  |
|                                     |   | …                    | …                                           |  |  |       |  |  |                                     |  |  |                                          |  |
|                                     |   | …                    | …                                           |  |  |       |  |  |                                     |  |  |                                          |  |
| 3. Martha Frances Vincent Davenport |   | …                    |                                             |  |  |       |  |  |                                     |  |  |                                          |  |
|                                     |   | …                    | …                                           |  |  |       |  |  |                                     |  |  |                                          |  |
|                                     |   | …                    | …                                           |  |  |       |  |  |                                     |  |  |                                          |  |
|                                     |   | …                    | …                                           |  |  |       |  |  |                                     |  |  |                                          |  |
| …                                   |   | …                    |                                             |  |  |       |  |  |                                     |  |  |                                          |  |
|                                     |   | …                    | …                                           |  |  |       |  |  |                                     |  |  |                                          |  |
|                                     |   | …                    | …                                           |  |  |       |  |  |                                     |  |  |                                          |  |
|                                     |   | …                    | …                                           |  |  |       |  |  |                                     |  |  |                                          |  |
|                                     |   | …                    |                                             |  |  |       |  |  |                                     |  |  |                                          |  |